# Sydney Joseph Freedberg
Sydney Joseph Freedberg (Boston, 11 de noviembre de 1914 - 7 de mayo de 1997) fue un historiador de arte estadounidense que dirigió la Galería Nacional de Arte (Washington).

## Obra
- Circa 1600. A Revolution of Style in Italian Painting. Editor: Harvard Univ Pr. 1986. ISBN 9780674131576
- Gerónimo Toccalino, el desentierro de Jesucristo. ISBN 9780064300131
- Pintura en Italia, 1500-1600. Editor: Cátedra. 1998. ISBN 8437601533.
- Painting of the High Renaissance in Rome and Florence. Harper & Row.1972. ISBN 9780064300131